# City Tower
City Tower – budynek w Pradze o wysokości 109 m, składający się z 27 kondygnacji naziemnych i 3 podziemnych. Wieżowiec pełni funkcje biurowe, a najwyższe piętro jest przeznaczone na restaurację.
Budynek został zaprojektowany przez Richarda Meiera.

## Historia
Budowę rozpoczęto w 1985 roku, a budynek był przeznaczony na główną siedzibę czechosłowackiej rozgłośni radiowej Československý rozhlas. W 1993 roku budynek był niemal gotowy, ale okazało się, że jest zbyt duży dla rozgłośni Český rozhlas (wydzielonej z rozgłośni Československý rozhlas po rozpadzie Czechosłowacji), a także technicznie przestarzały i pełen niebezpiecznego azbestu.
W latach późniejszych rozgłośnia starała się sprzedać budynek. W 1996 roku doszło do porozumienia z firmą NIKO o sprzedaży budynku za miliard CZK lecz transakcja nie doszła do skutku. Podobny scenariusz iał miejsce rok później z singapurską firmą Wells Holding, która zobowiązała się do zapłaty 550 mln czeskich koron. Ostatecznie został sprzedany w 1999 roku firmie ECM za 285 mln CZK.